# Fornlämningar i Smedslätten

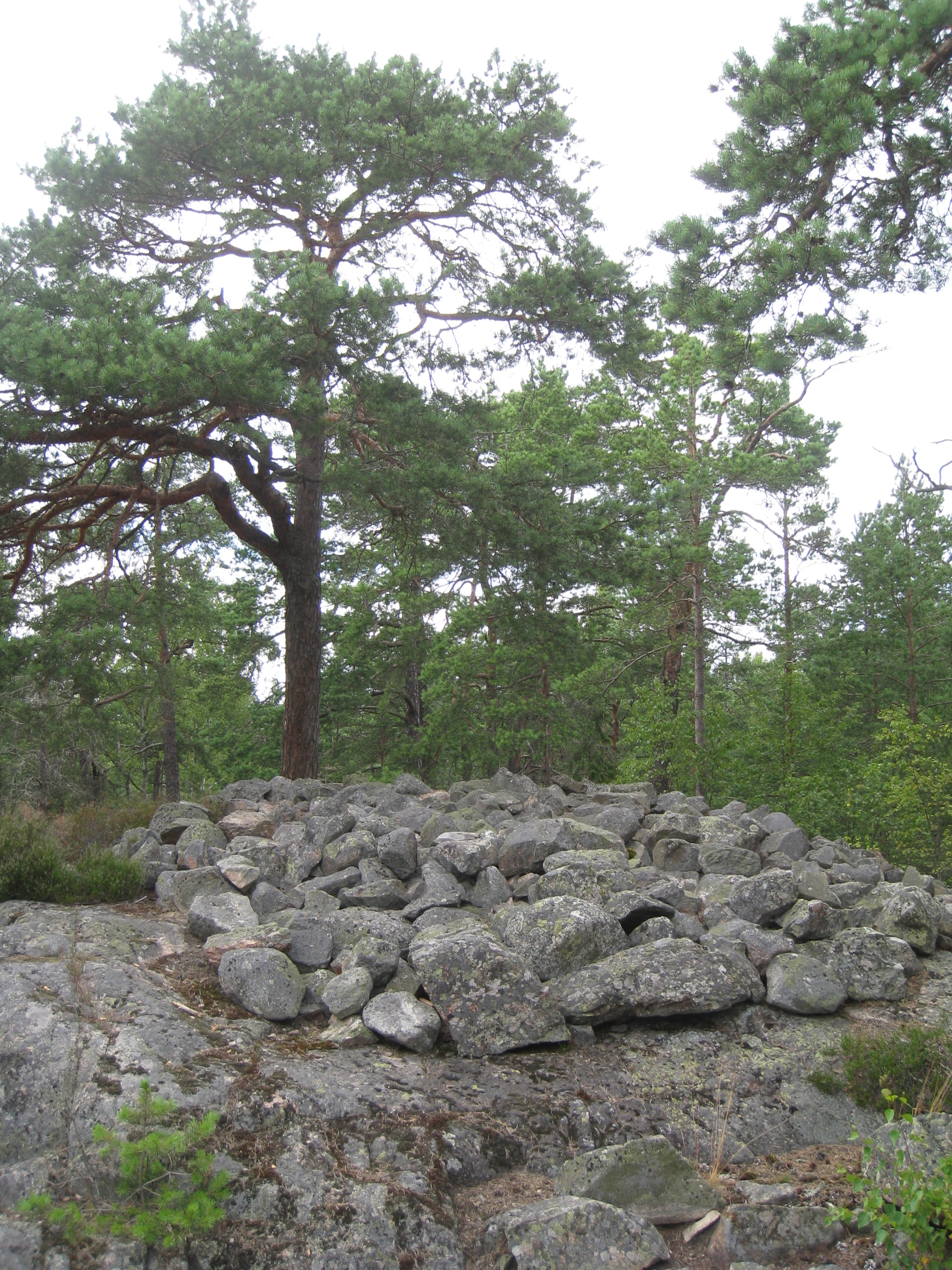
Bronsåldersröset i Ålstensskogen (RAÄ 3) inom stadsdelen Smedslättens område. Röset ligger på den allra högsta bergstoppen på en klippa i Ålstensskogen. Läget och höjden över havet visar att röset är från yngre bronsålder (1100 f.Kr.-500 f.Kr.). Ursprungligen anlades röset nära vattnet, vid Mälaren. Vid gravrösets tillkomst låg det 15 meter över havet, mot 30 meter nu. Röset var tänkt att synas över vattnet. För 3000 år sedan, på bronsåldern, gick vattnet ända hit upp.

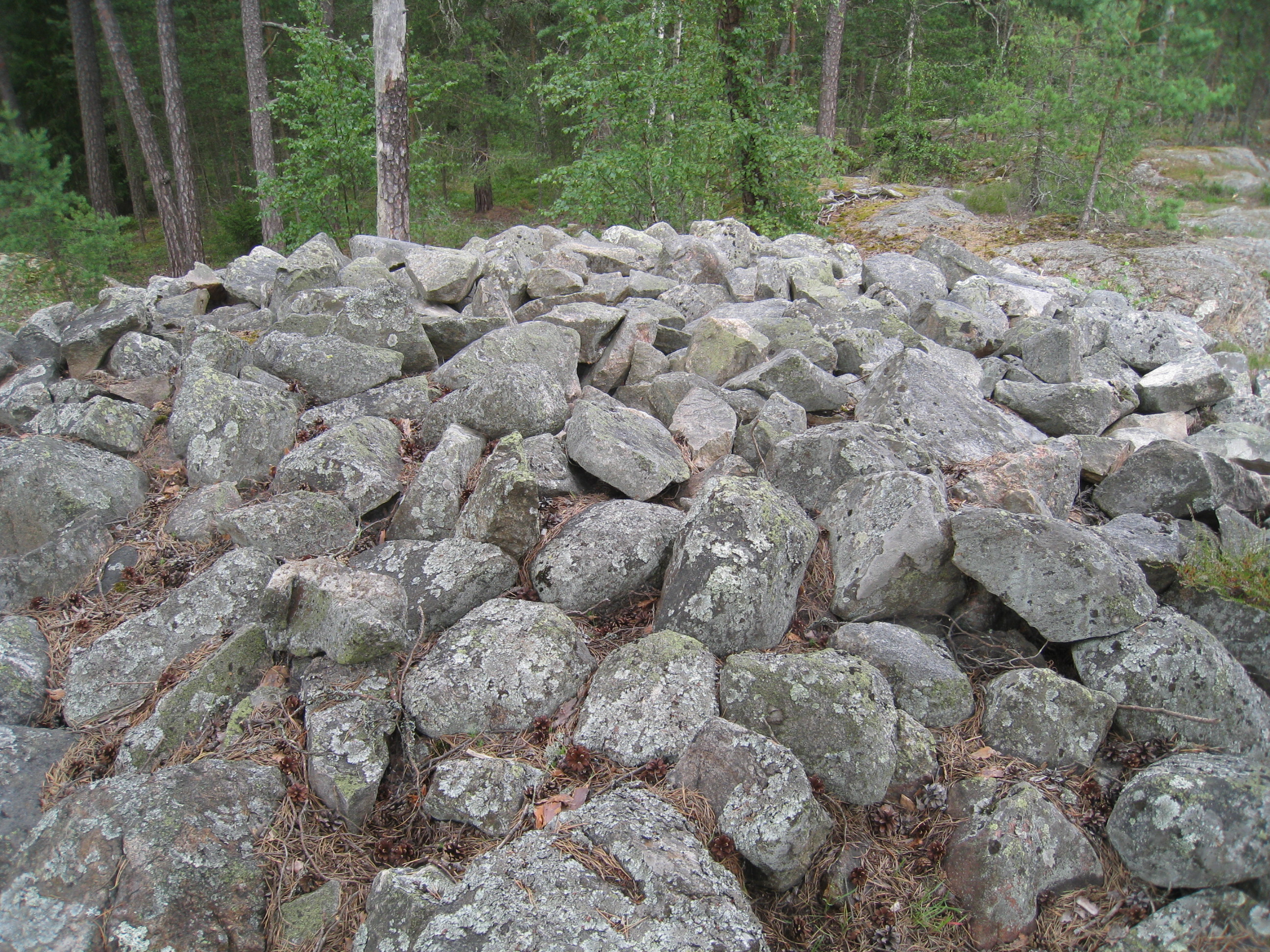
Närbild av bronsåldersröset i Ålstensskogen (RAÄ 3). De flesta stenarna är jämna på ena sidan. Gravröset är cirka 3000 år gammalt. Detta är den enda säkert kända bronsåldersgraven i Stockholm.

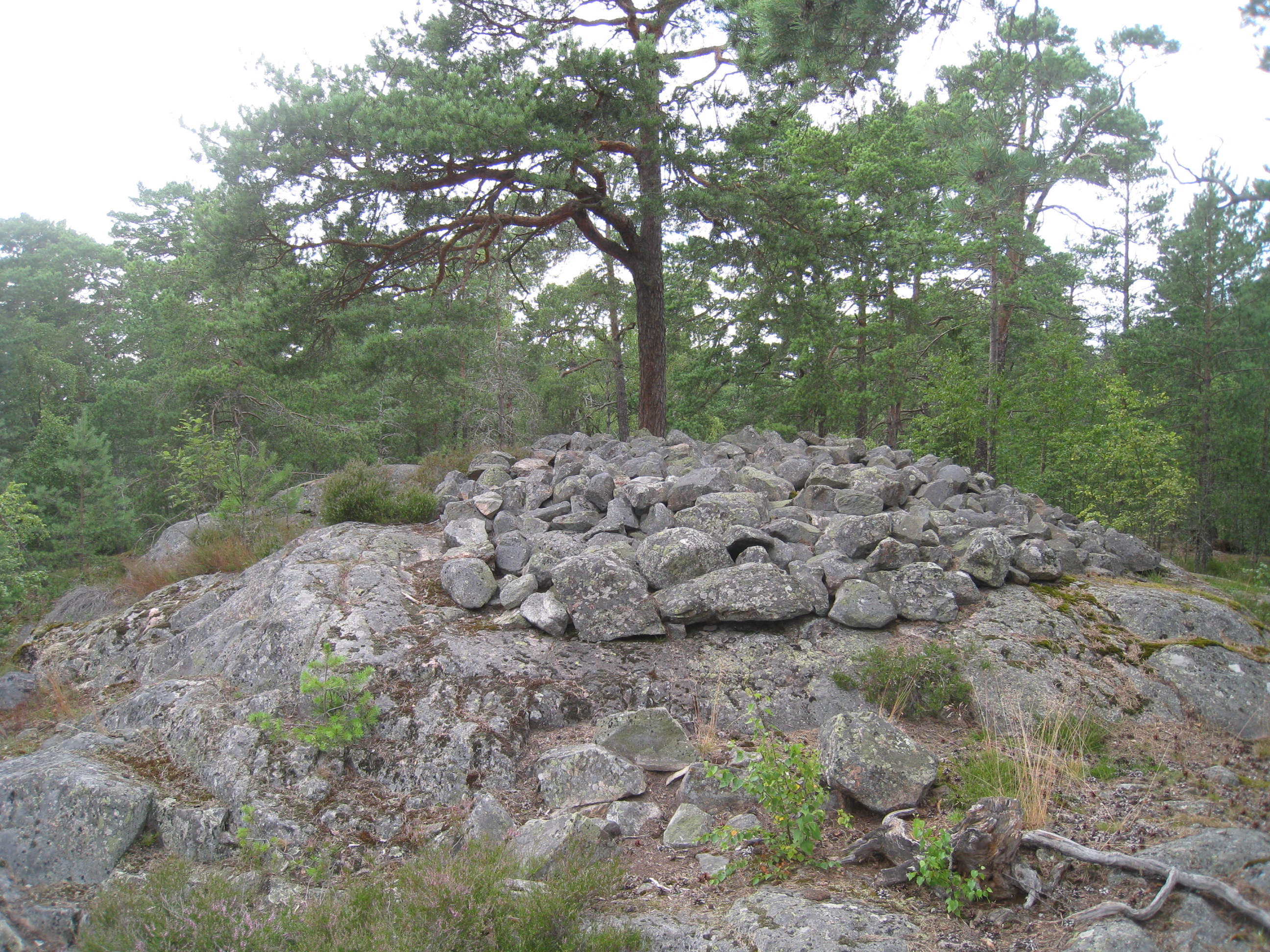
Bronsåldersröset (RAÄ 3) i Ålstensskogen nordväst om Solvik, men inom stadsdelen Smedslättens område.

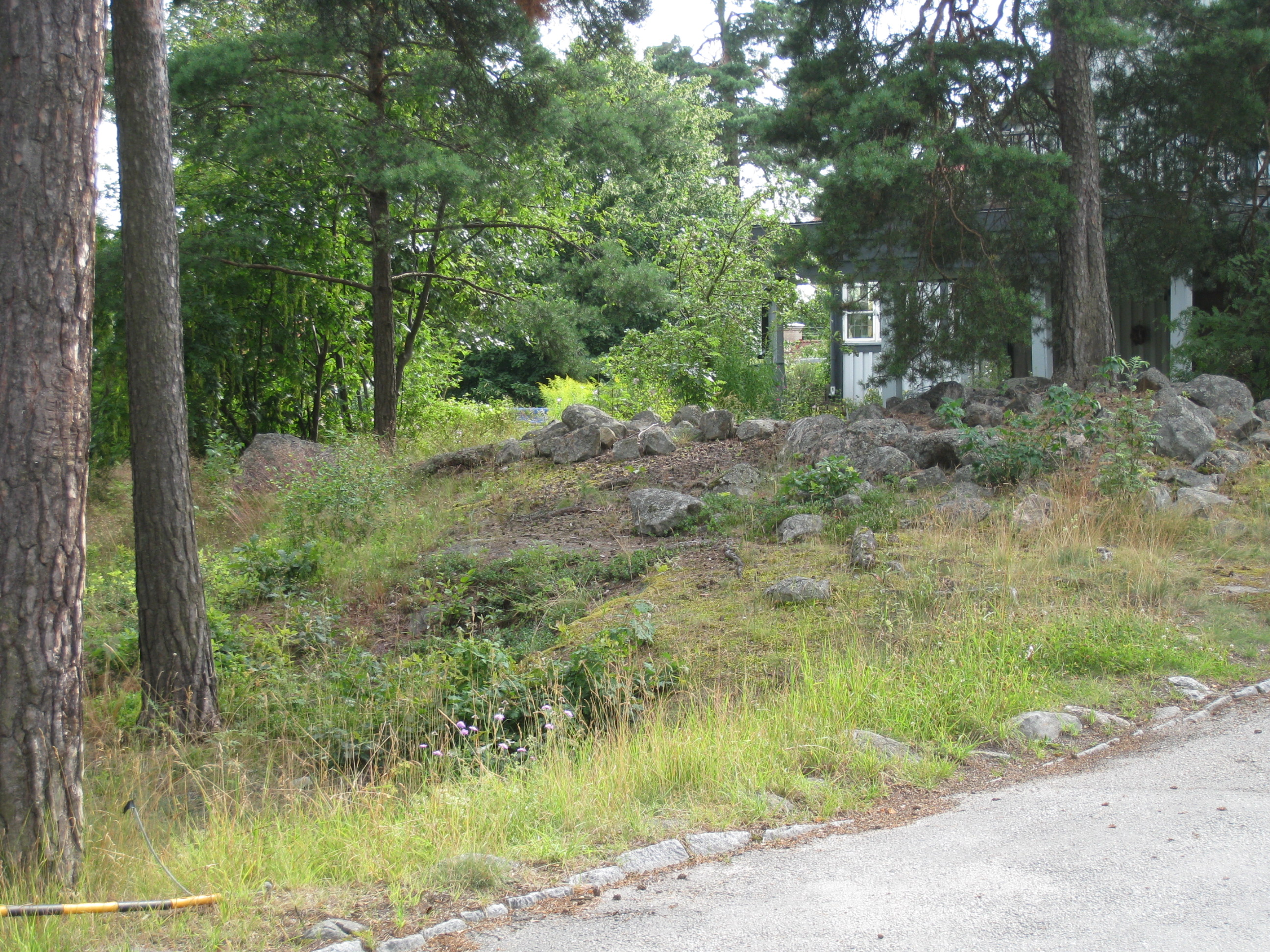
Bronsåldersgravfältet Kämpakumlet (RAÄ 4) vid Aladdinsvägen i Smedslätten i Bromma.

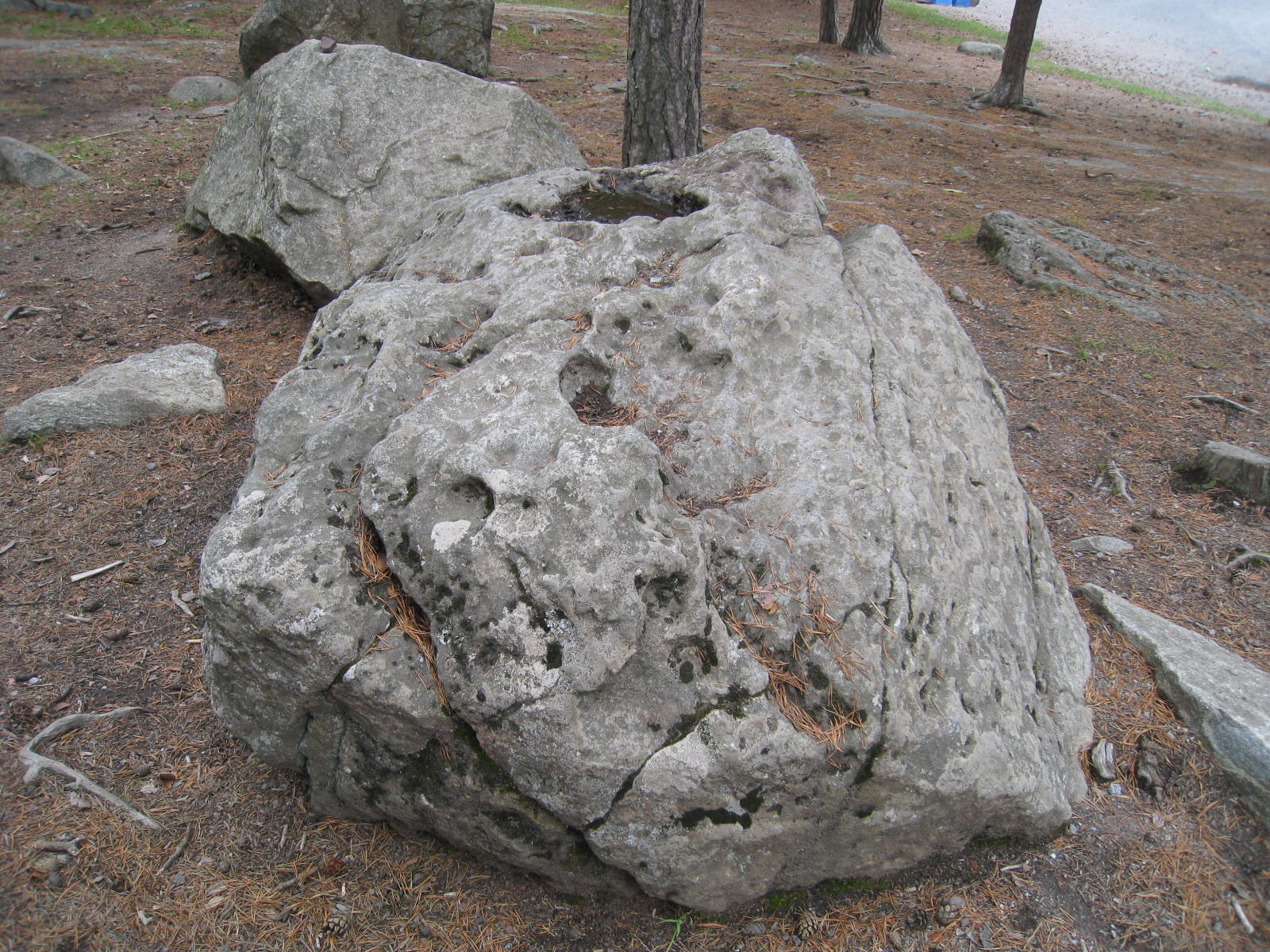
Skålgropsstenen (RAÄ 626) i Drömdungen vid Smedslättsskolan på Drömstigen 12 har minst tre älvkvarnar.

Fornlämningarna i Smedslätten i Bromma kommer från människor, som bodde här under bronsåldern. Smedslätten ligger i Bromma i västra Stockholm. 
De äldsta fasta fornlämningarna i Bromma är från bronsåldern (1500 f.Kr.-500 f.Kr.). Att det funnits en boplats i Smedslätten kunde man bevisa 1922, då man hittade rester av eldstäder. Det var inte mycket av Bromma som låg ovanför vattenytan. En stor ö fanns och den bestod av de högsta delarna av Smedslätten, Ålsten och Nockeby. Resten var bara små skär, som stack upp över vattenytan, som då låg nära tjugo meter högre än Mälaren gör idag. Bronsåldersgravarna vid Aladdinsvägen i Smedslätten ligger mitt bland villorna. Bronsåldersgravar består oftast av mindre stenrösen eller stensättningar och saknar ofta andra fynd än rester av aska. I en av gravarna i Smedslätten fann man dock den s.k. holkyxan (RAÄ129). I de omgivande kvarteren fann man ytterligare sex gravar, alla från samma tid, det vill säga från cirka 500 år f. Kr. I samband med bebyggelsen av tomtmarken här utgrävdes 1922 de sex forngravarna. Det var små, flacka och orgelbundna rösen eller stenflak som, med ett undantag, låg på berghällar. Samtliga torde ha varit brandgravar. Gravarna fanns samlade i ett begränsat område i Smedslätten i kvarteren mellan Aladdinsvägen och Sunnerdahlsvägen. De vägarna går delvis parallellt med varandra och däremellan går 12:ans spårväg idag fram.
Vid utbyggnaden av Smedslätten på 1920-talet undersöktes några mindre rösen innan de skulle tas bort. Kämpakumlet undersöktes år 1922 av ingenjör Bror Ericson, amanuens Olov Källström och amanuens Sven Erlandsson inför byggandet av Smedslättens trädgårdsstad i Bromma.  Några av de undersökta rösena hade kollager och rengjorda brända ben. I kanten av ett röse påträffades under en sten en holkyxa (Statens Historiska Museum, SHM 16937) (Oldeberg 1961:23). Ytterligare en holkyxa ska ha påträffats i ett röse i Smedslätten.
I närheten av Kämpakumlet påträffades vid vägschaktning ett lager med sotblandad sand och sten samt gropar med sotade skörbrända stenar. Groparna tolkades som härdar, men inga andra fynd påträffades som kunde ge en datering till vad man tror skulle kunna vara en bronsåldersplats. Däremot påträffades i närheten ett rött sandstensblock med ett 30-tal skålgropar. En antydan till en liknande gravkoncentration som i Smedslätten har också påträffats i Ålsten (kvarteret Understolen 1), cirka 20 meter väster om hörnet Brötvägen/Örnbogatan, där det har funnits två mindre bronsåldersrösen. I bronsåldersmiljöer är skärvstensförekomster vanligt, vilket inte har påträffats i Bromma, men dessa är vanligt förekommande i Spånga och Lovö.

## Holkyxa av brons funnen i Smedslätten år 1922
I Bromma har också en hel del arkeologiska fynd gjorts. Bland de äldsta fynden som har gjorts är en holkyxa från bronsåldern som har hittats i närheten av Kämpakumlet i Smedslätten år 1922. Holkyxan finns nu på Statens historiska museum, och det är ett av stockholmstraktens få gravfynd från bronsåldern. Senare har man funnit två skafthålsyxor (vilken typ av skafhålsyxor) till i Bromma. En hittades inom Ålsten-Nockebyområdet och en i Norra Ängby.

## Fornlämningar i Smedslätten

### Bevarade fornlämningar
- RAÄ 3. Röse, 8 m i diameter, 0,6 m högt, beläget på ett krön av moränbunden bergrygg i Ålstensskogen nordväst om Solvik. På en klippa i Ålstensskogen finns detta bronsåldersröse (1100 f.Kr.-500 f.Kr.) bevarat. Röset ligger inom stadsdelen Smedslätten och kan dateras till yngre bronsålder. Röset har inte grävts. Sannolikt är det tomt på fynd, eftersom föremål, även metall, troligen har vittrat sönder över tiden. Bronsåldersröset låg vid sin tillkomst 15 meter över havet, mot 30 meter nu. Det var tänkt att synas över vattnet. Det har ett klart krönläge och en tydlig exponering ut mot öppet vatten. Sannolikt har det placerats på detta sätt som ett slags revirmarkering i forntiden. Röset utgör en grav för en person med viss status. Rösen i s.k. krönläge med god utblick över omgivande landskap brukar vanligen dateras till bronsålder. Bronsåldersrösen har placerats på bergskrön eller på åsryggar för att kunna ses vida omkring eller för att den döde skulle kunna "se" vida omkring.[3][4]

Bronsåldersröset (RAÄ 3) på bilden härintill visar att berget sluttar ned mot havet, sluttningen syns till vänster på bilden. Ursprungligen anlades röset nära vattnet, vid Mälaren. Nu ligger gravröset 30 meter över havet, men då det kom till låg det endast 15 meter över havet. Röset var tänkt att synas över vattnet. För 3000 år sedan gick vattnet ända hit upp och eftersom röset då, vid bronsåldern (1100 f.Kr.-500 f.Kr.), låg friare, syntes det säkert också över vattnet. Röset är inte utgrävt.

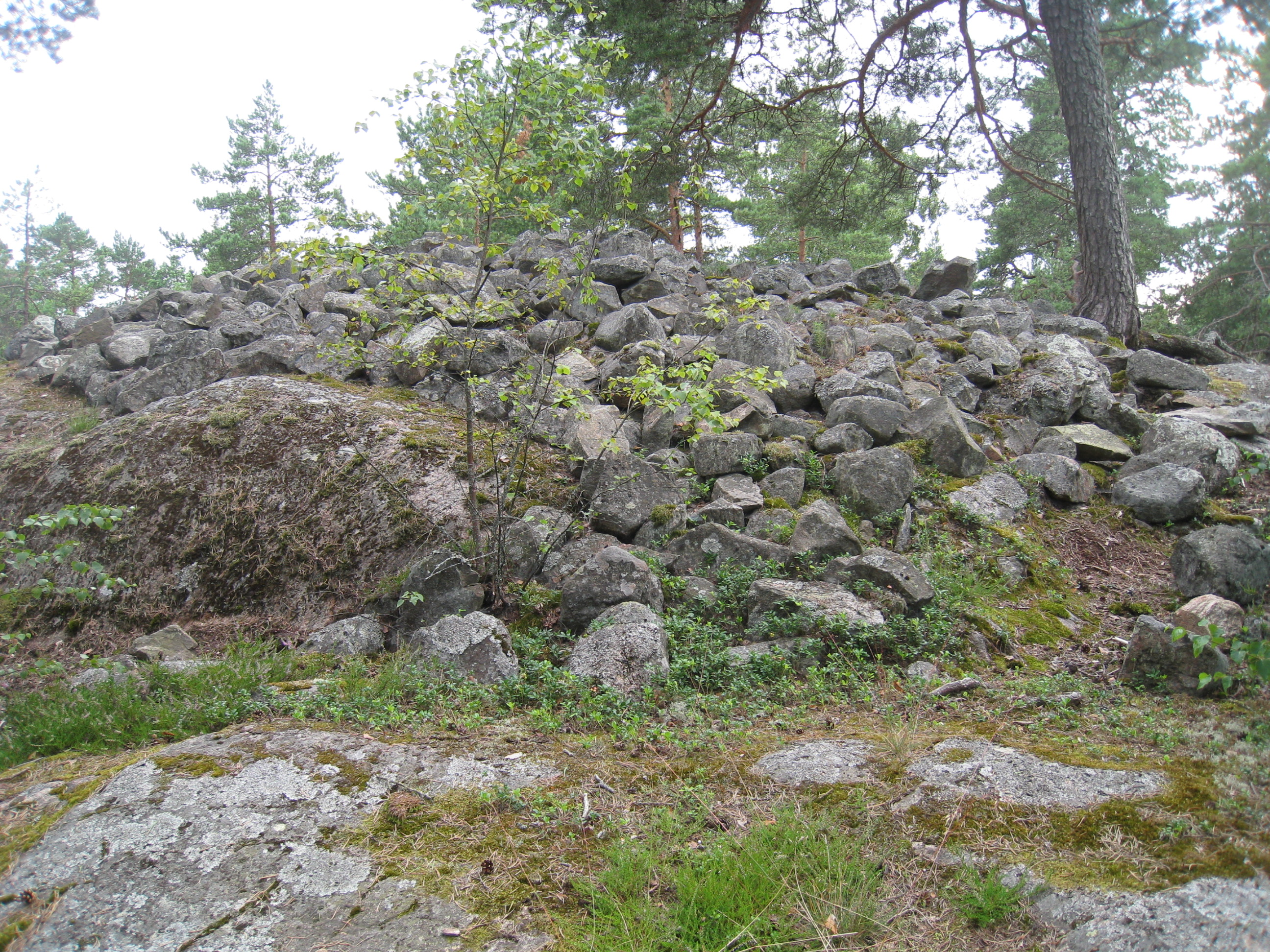
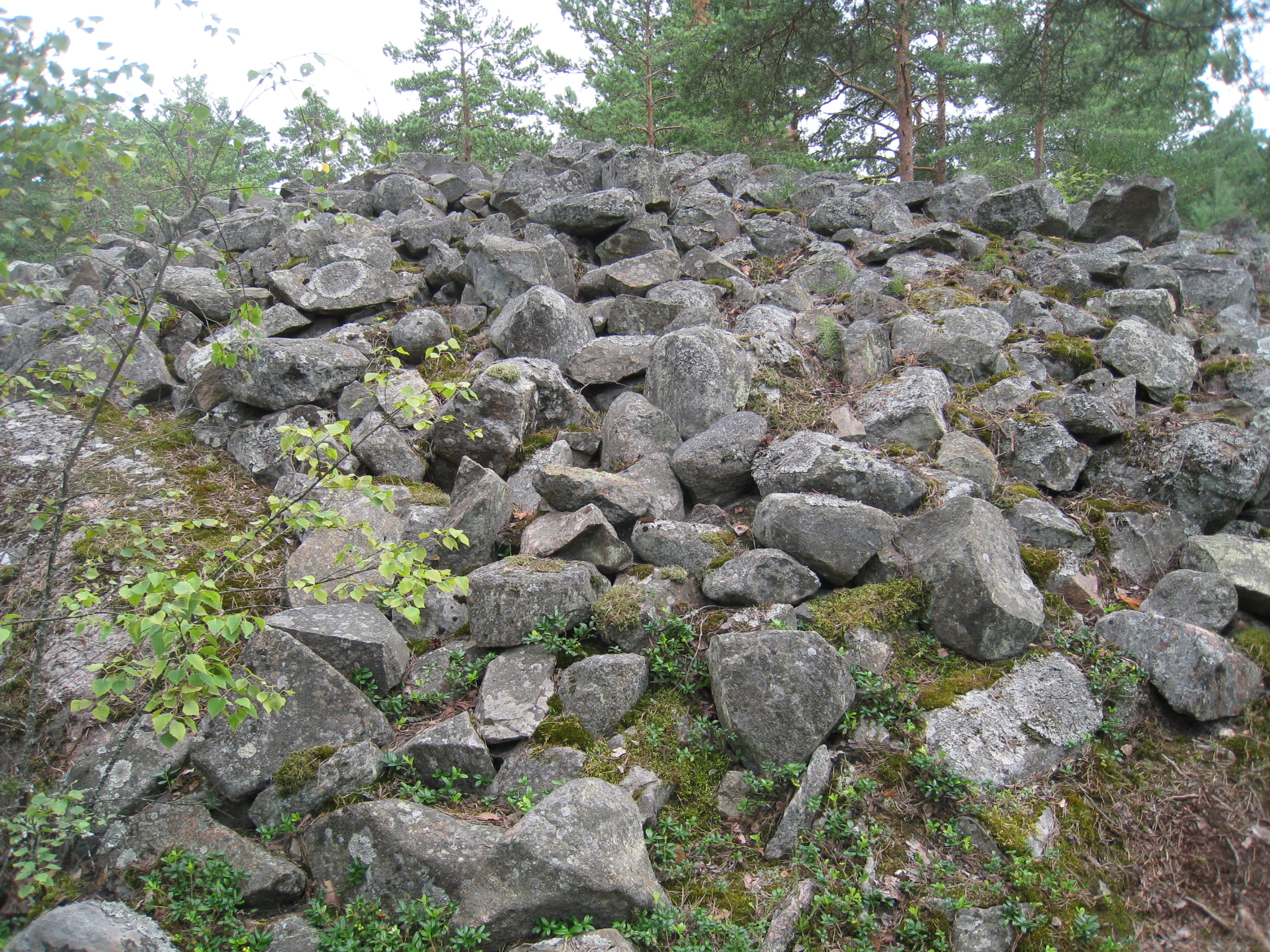
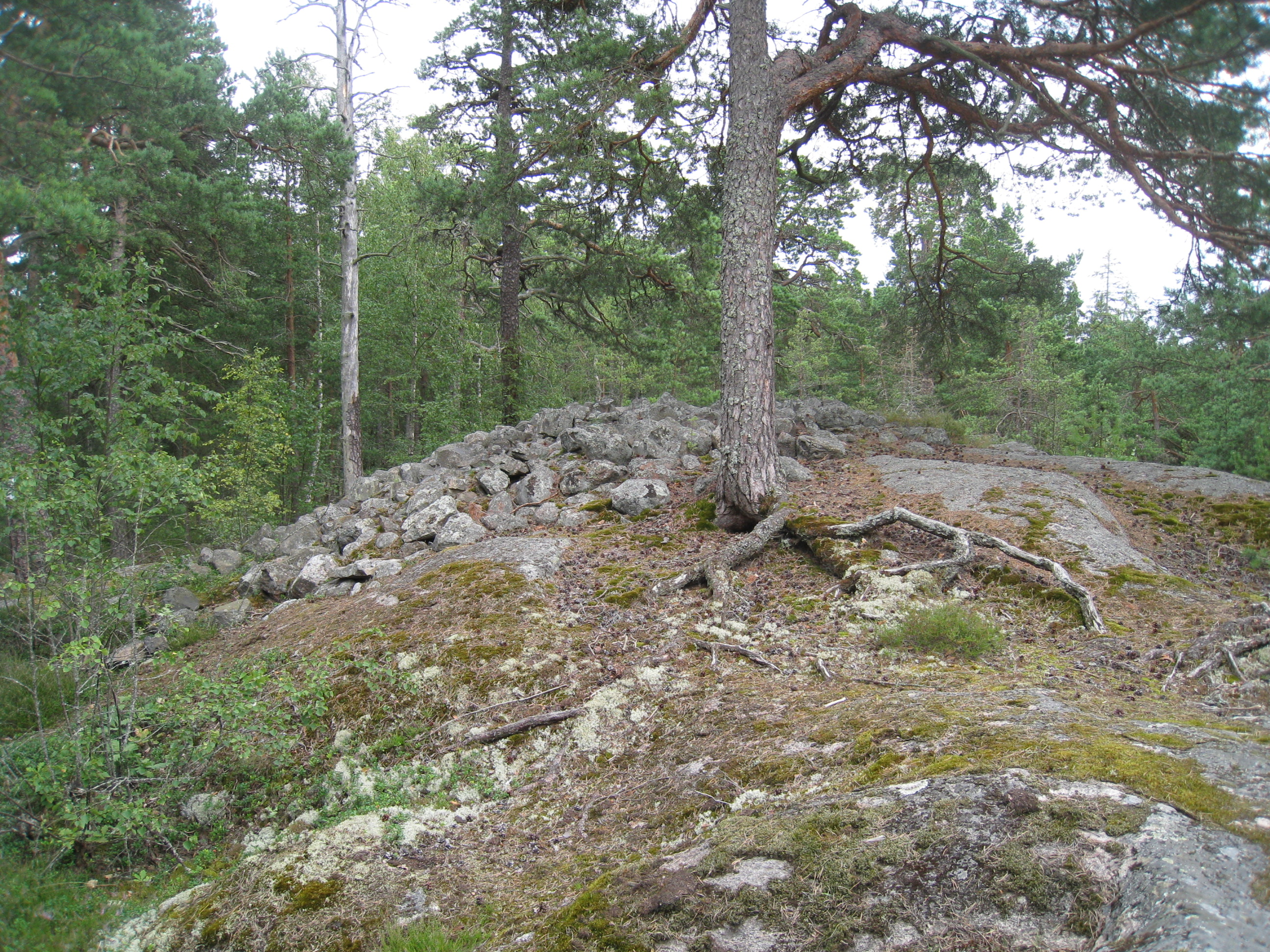
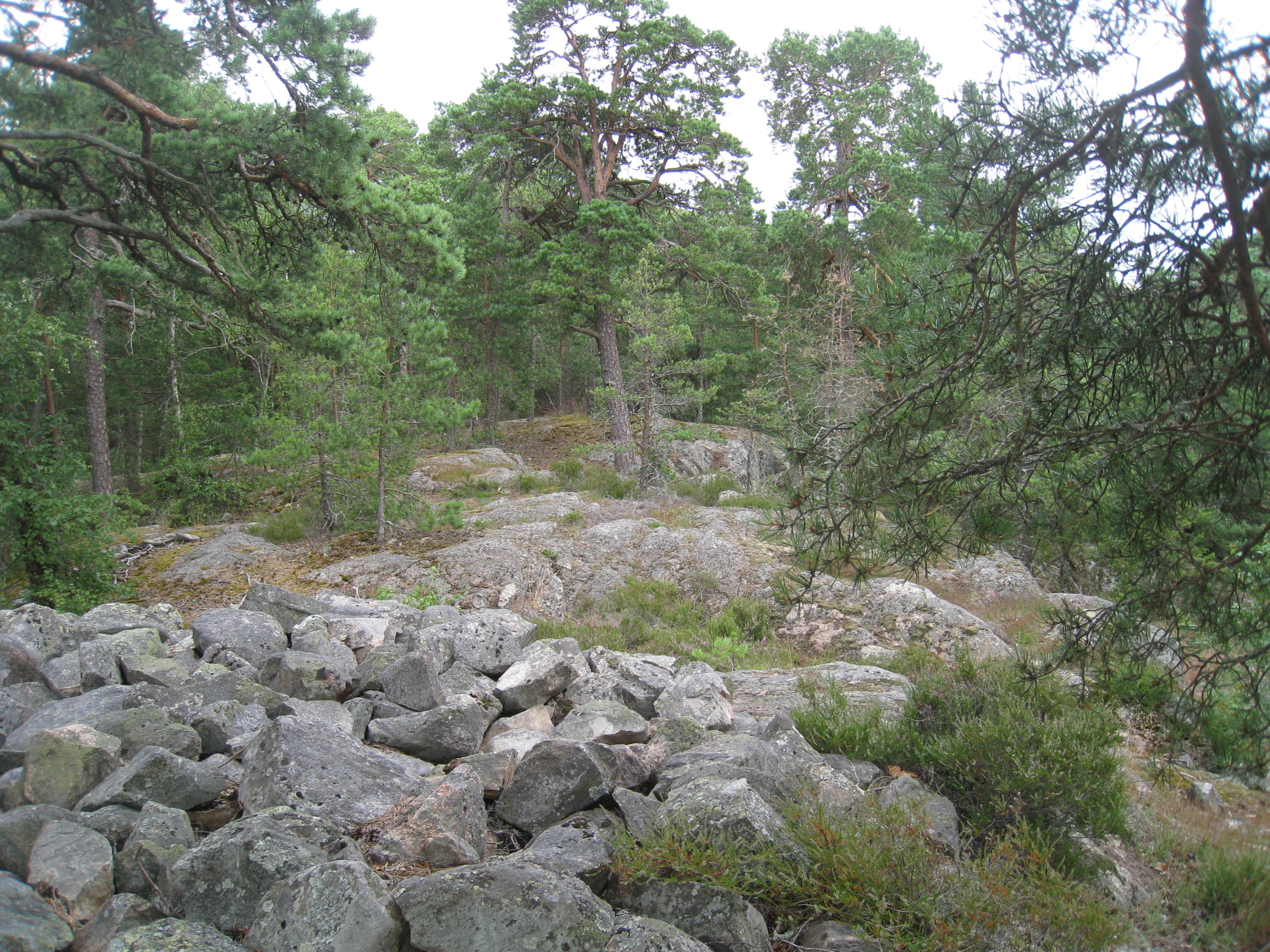
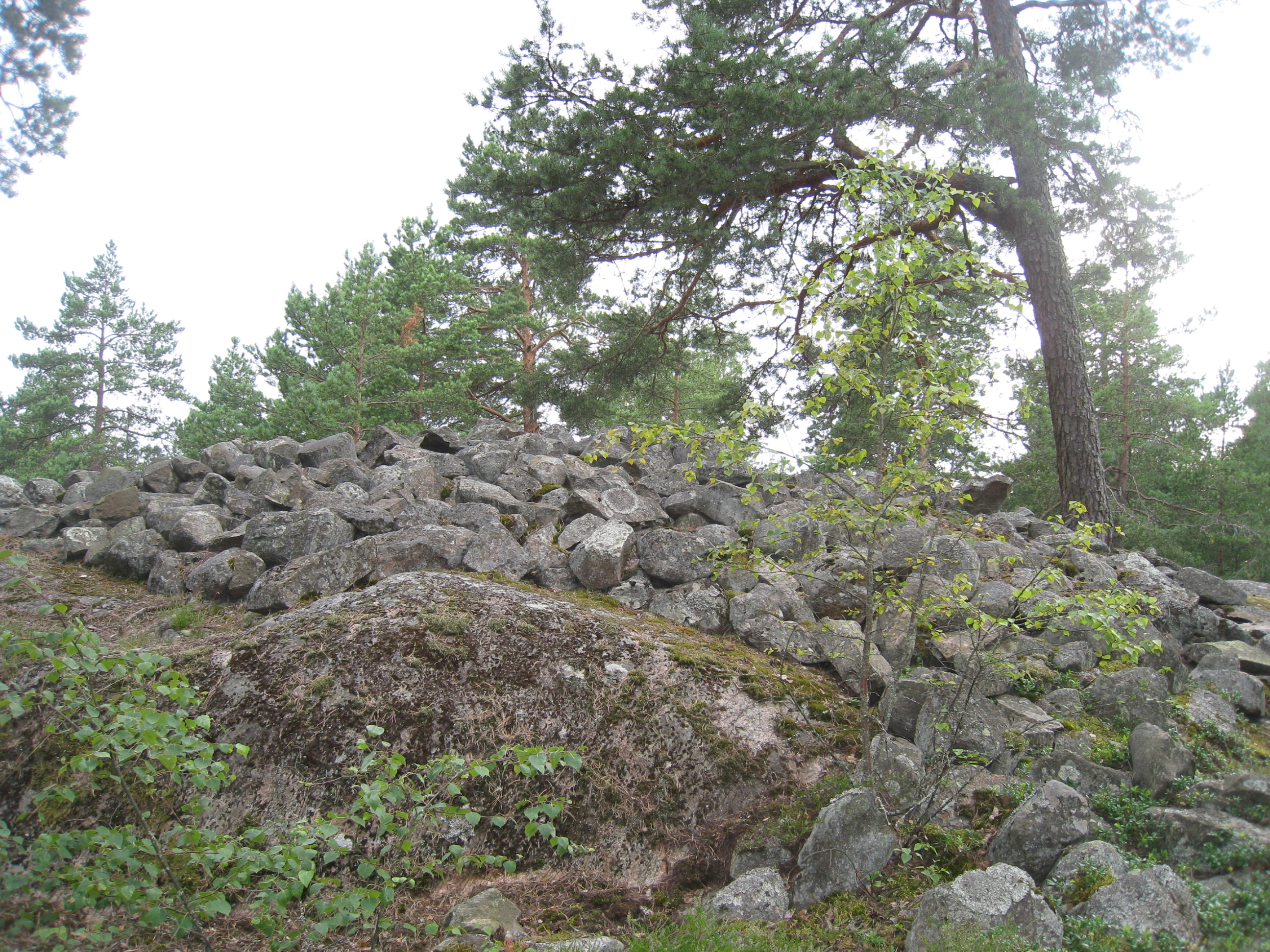
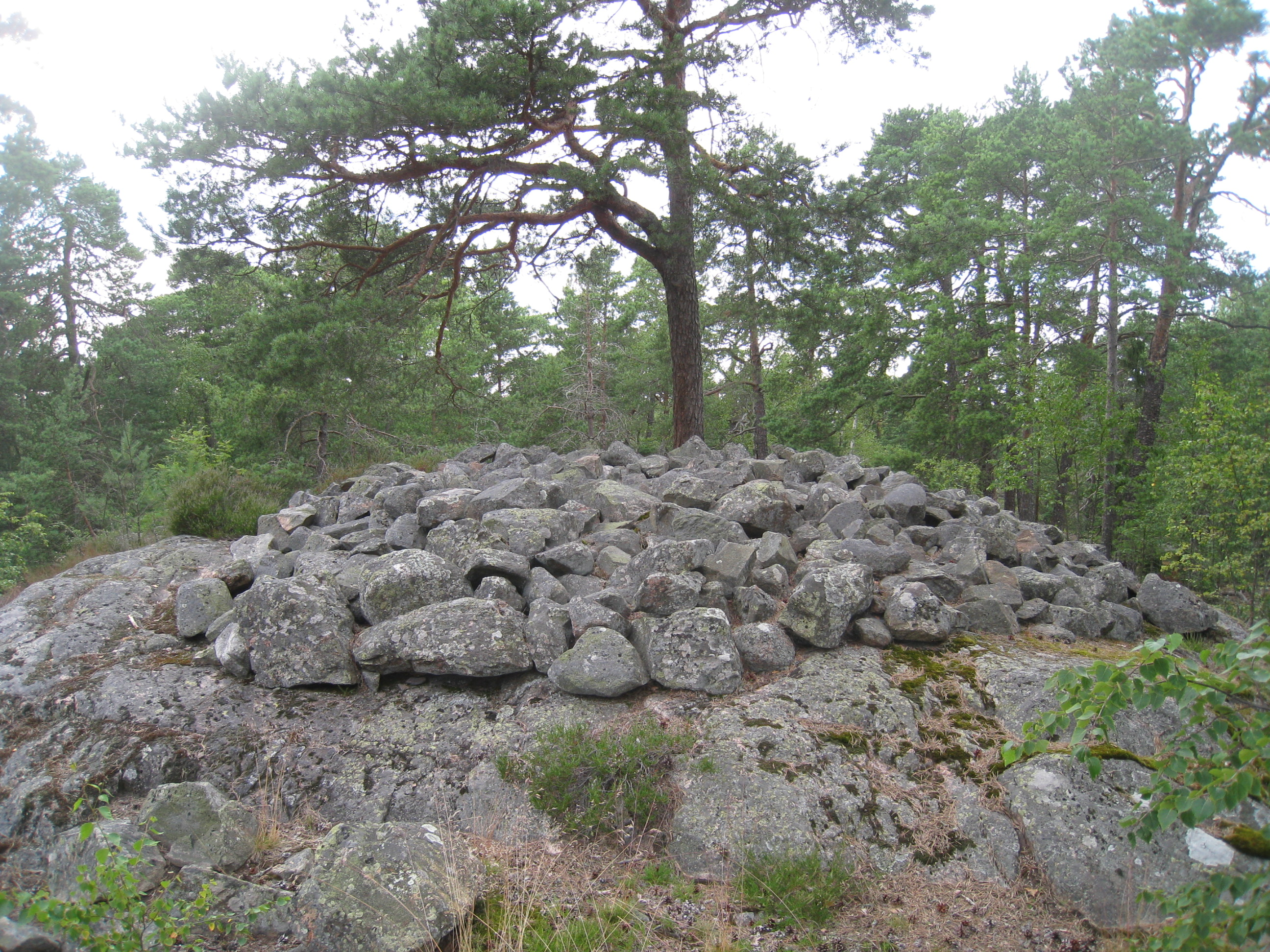

- RAÄ 4. Vid Aladdinsvägen 32 i Smedslätten i Bromma finns ett litet gravfält kallat Kämpakumlet från yngre bronsåldern (1100 f.Kr. - 500 f.Kr). På en obebyggd tomt vid Aladdinsvägen i kvarteret Snabblöparna nära Smedslättsvägens övergångsställe vid 12:ans spårvägsspår ner mot Sunnerdahlsvägen ligger Kämpakumlet. Gravfältet består av fem runda, eller närmast runda, stensättningar 2,5 - 5 m i diameter, 0,2 - 0,4 m höga. Gravfältet upptäcktes i samband med villabyggandet 1922 och är delundersökt.
- RAÄ 116. I kvarteret Lyckans galoscher, söder om 12:ans spårvägsspår och norr om korsningen vid Andersens väg och Sunnerdahlsvägen finns en närmast rund stensättningsliknande lämning. Den är 4 m i diameter, 0,2 m hög, och ligger på en berghäll ca 10 m nordväst om ett hörn av ett hus (förmodligen igenväxt stenparti). Kvarteret Lyckans galoscher begränsas av Smedslättstorget – Aladdinsvägen - Smedslättsvägens spårvägsövergång - Sunnerdahlsvägen - Andersens väg.
- RAÄ 626. En skålgropssten i hällmarkstallskogen Drömdungen vid Smedslättsskolan på Drömstigen 12. I stenen syns många älvkvarnsliknande gropar, de flesta sannolikt naturbildningar, några möjliga älvkvarnar. Stenblocket är kilformat i nord-sydlig riktning med kilspetsen mot norr. Stenen är 2,10 x 1,4 m stor och 0,7 m hög. De tre älvkvarnarna är 4 cm breda och 1,5- 2,0 cm djupa. Det var den 7 december 2007 som arkeologen Nils Ringstedt gjorde nyfyndet av skålgropsstenen under en lektion för klass 3b i Smedslättsskolan om sten-, brons- och järnåldern.

## Bildgalleri

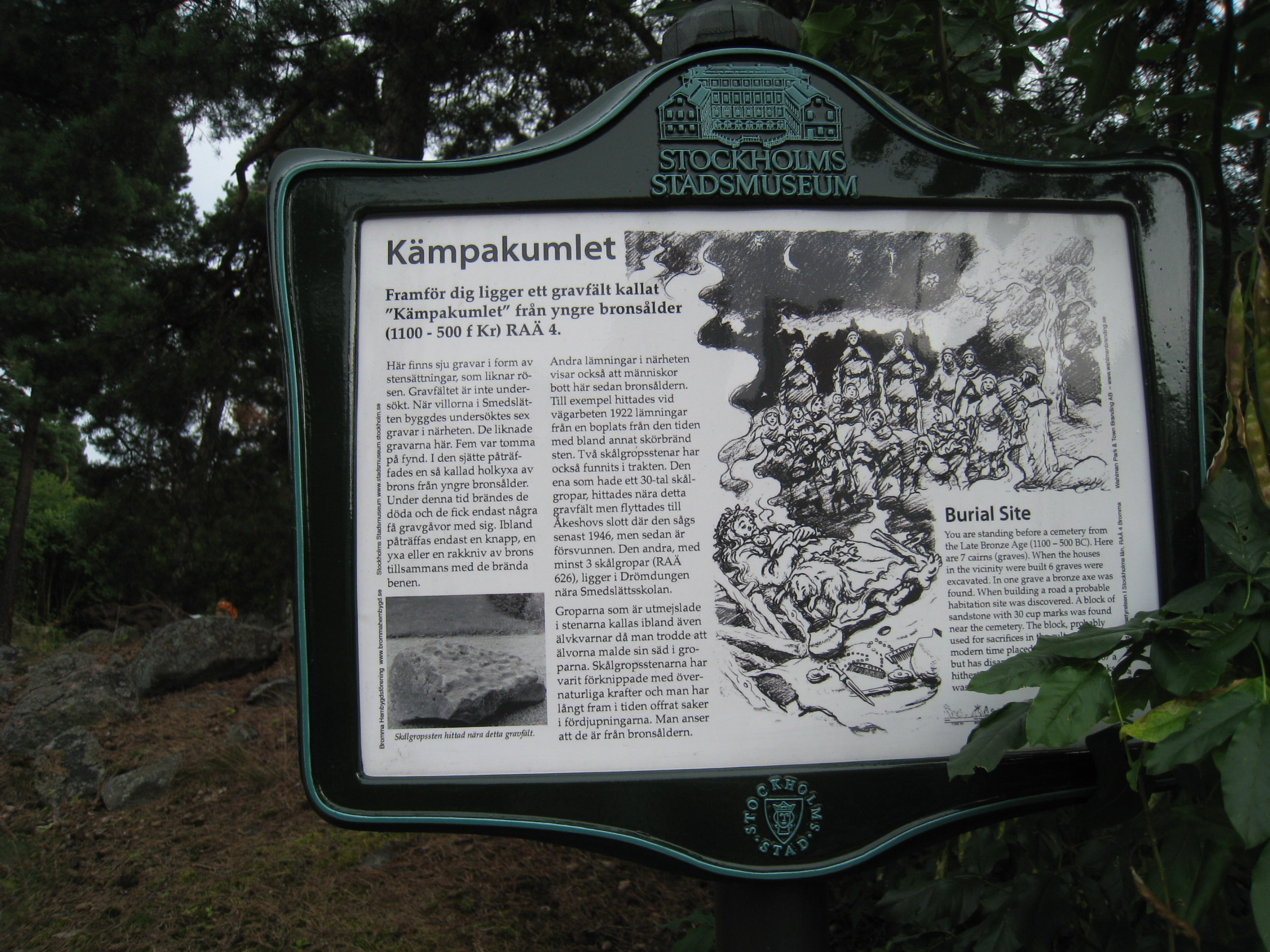
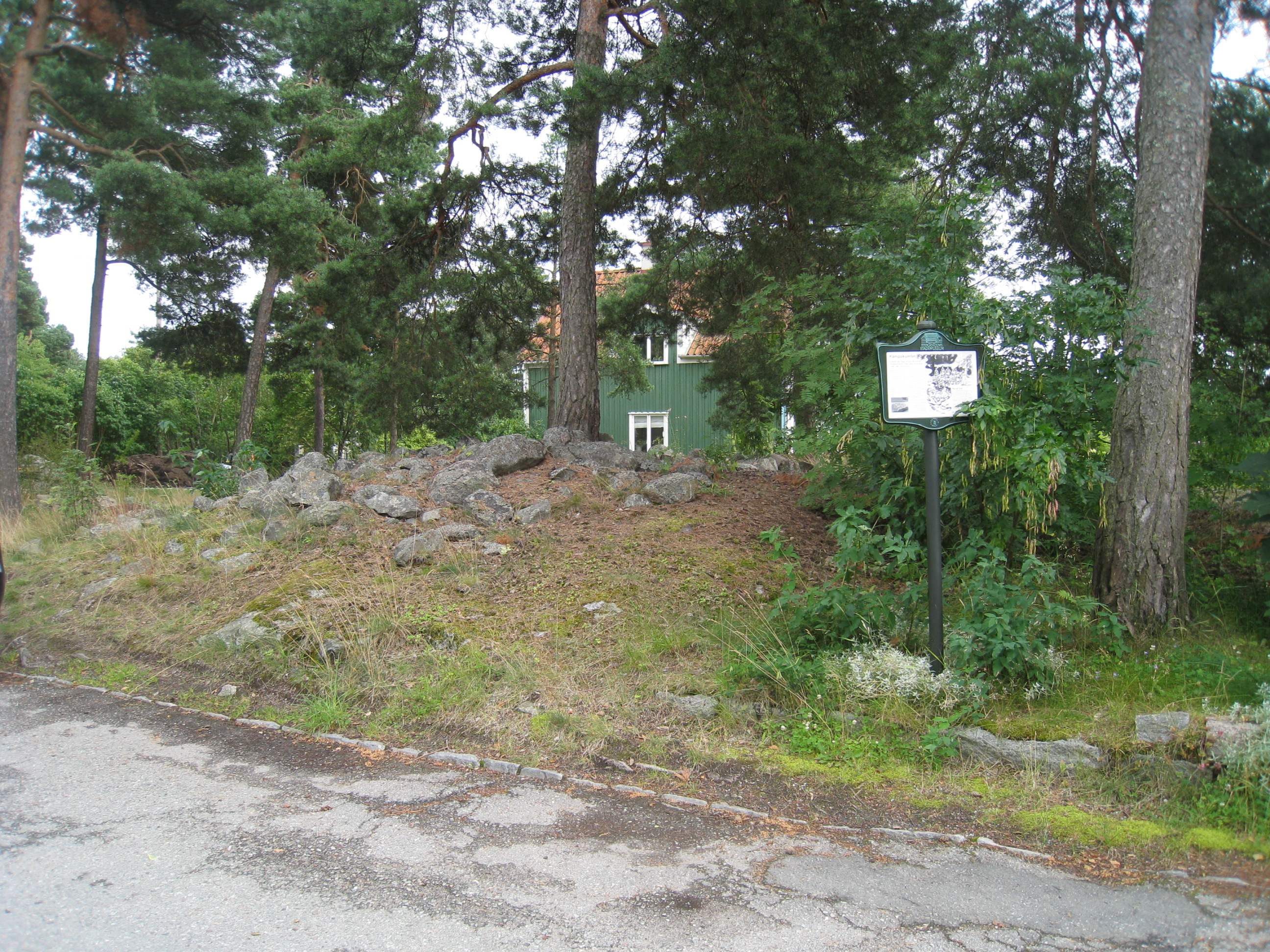
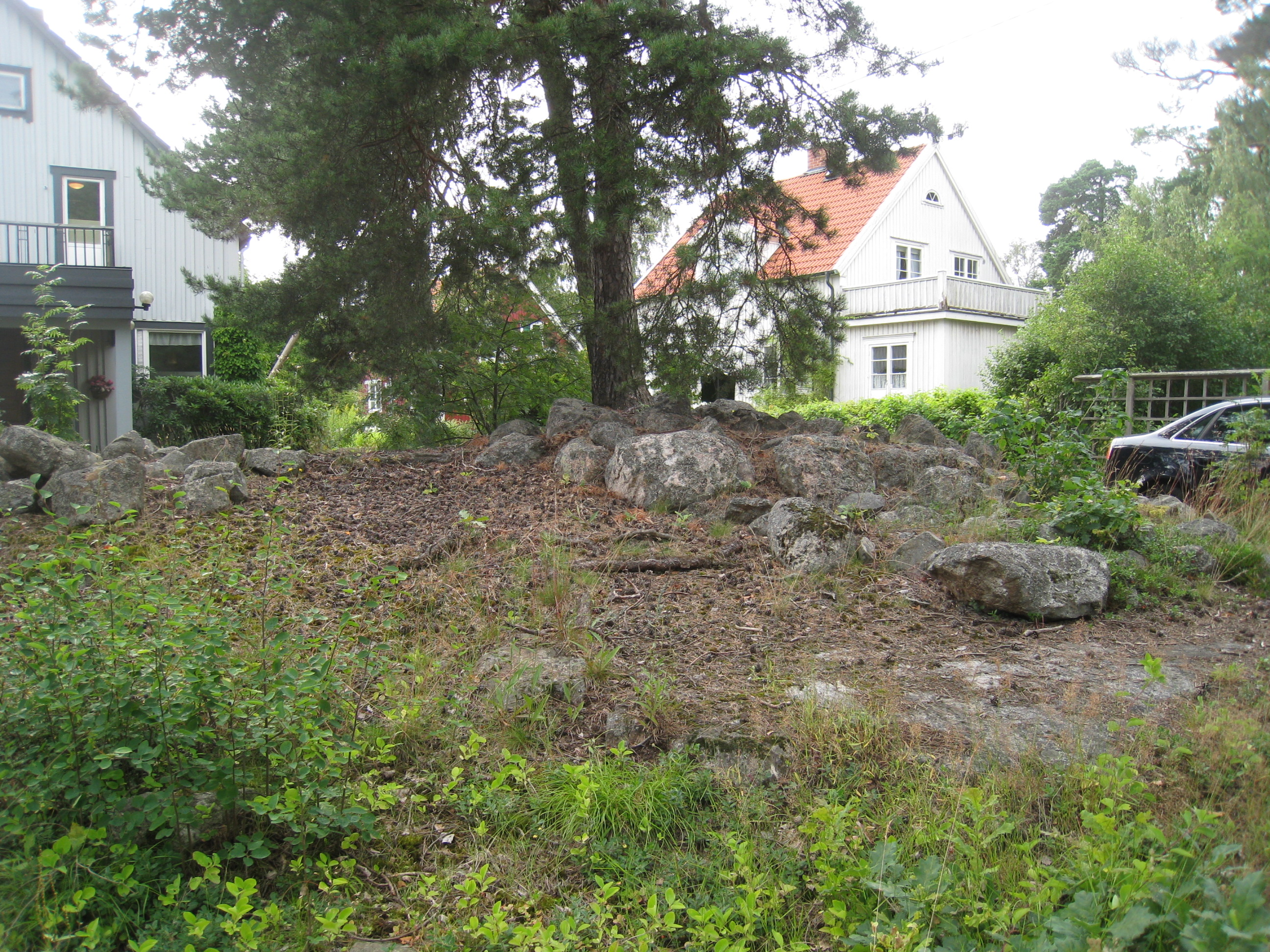
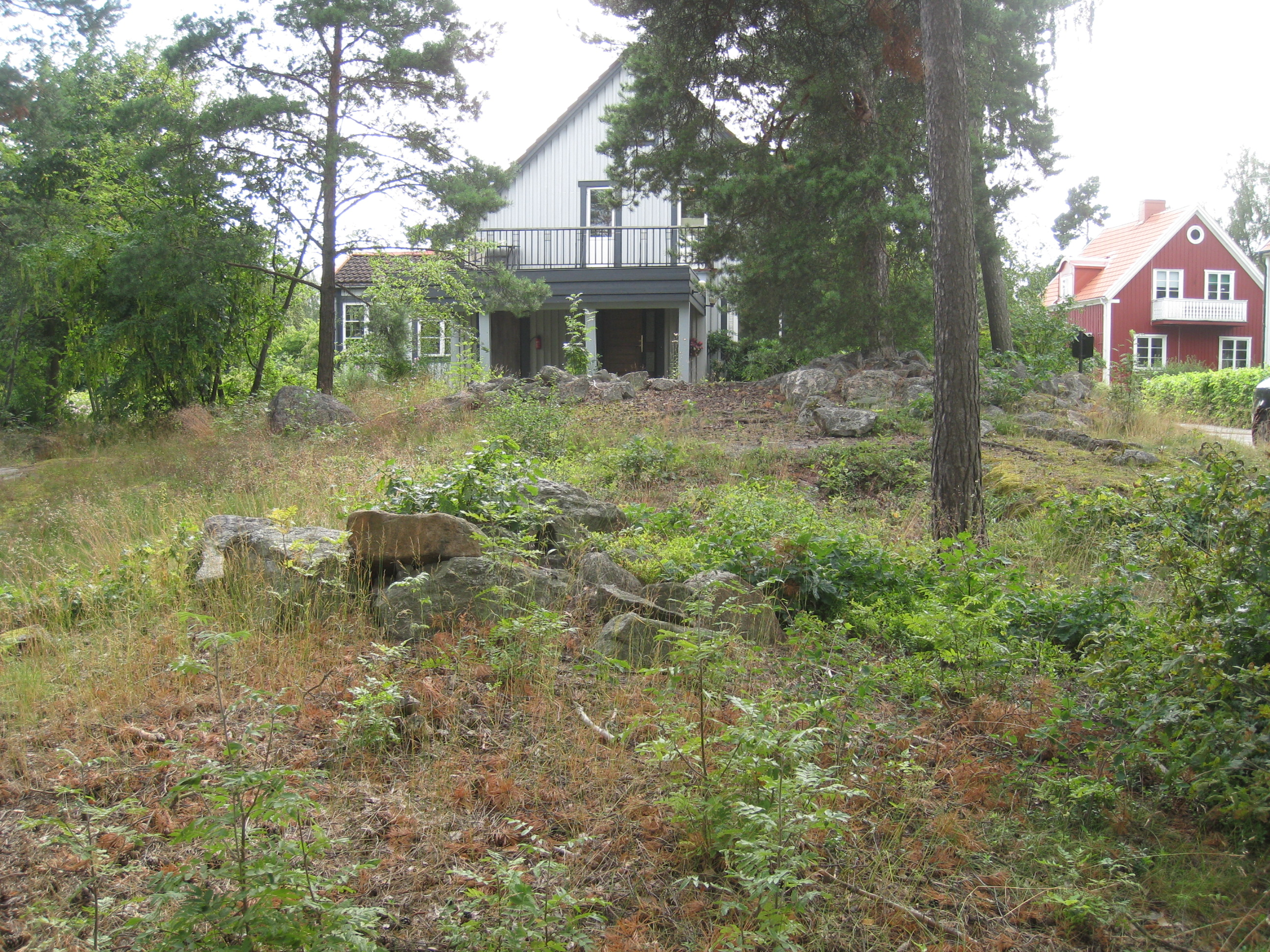
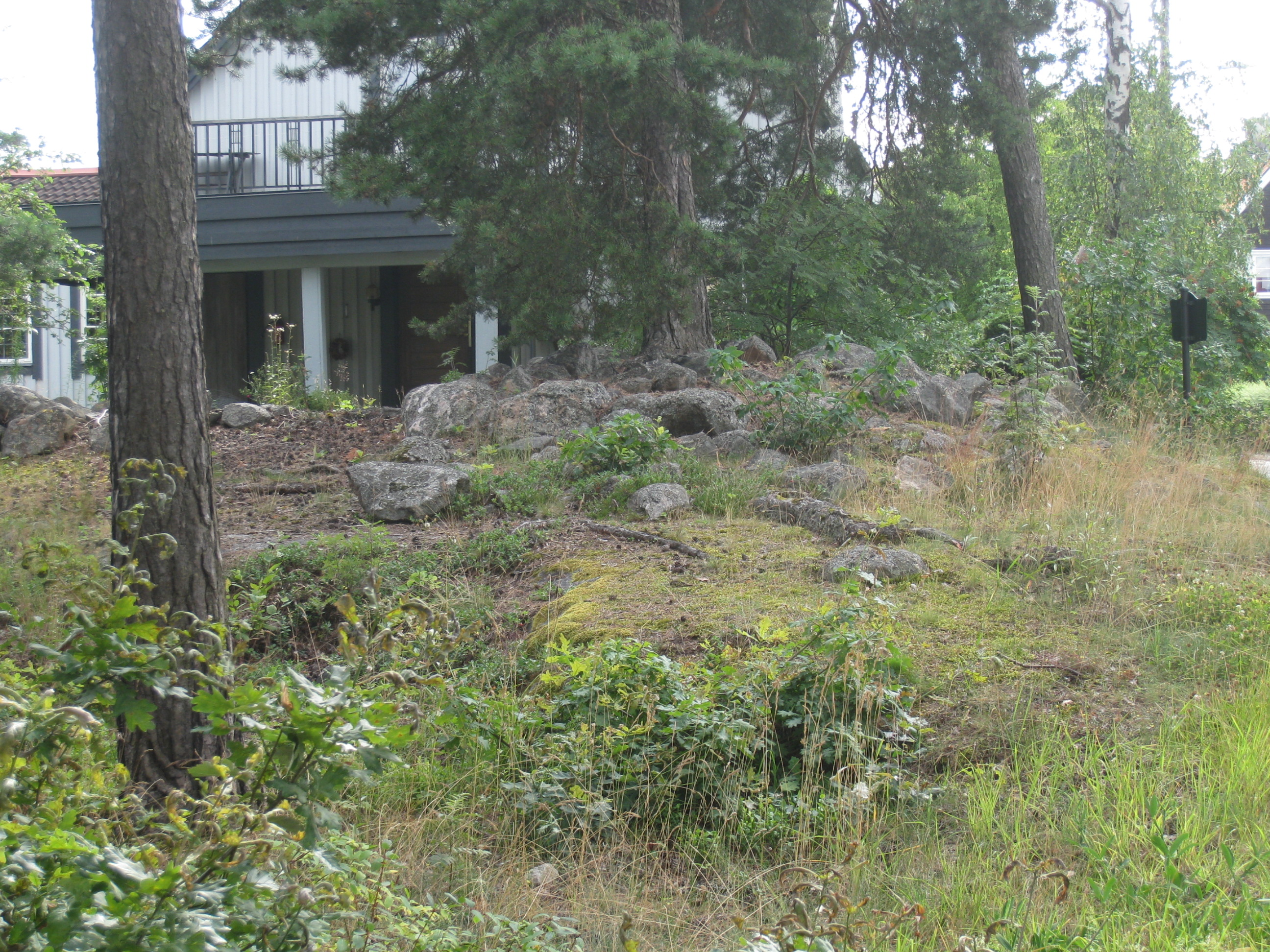
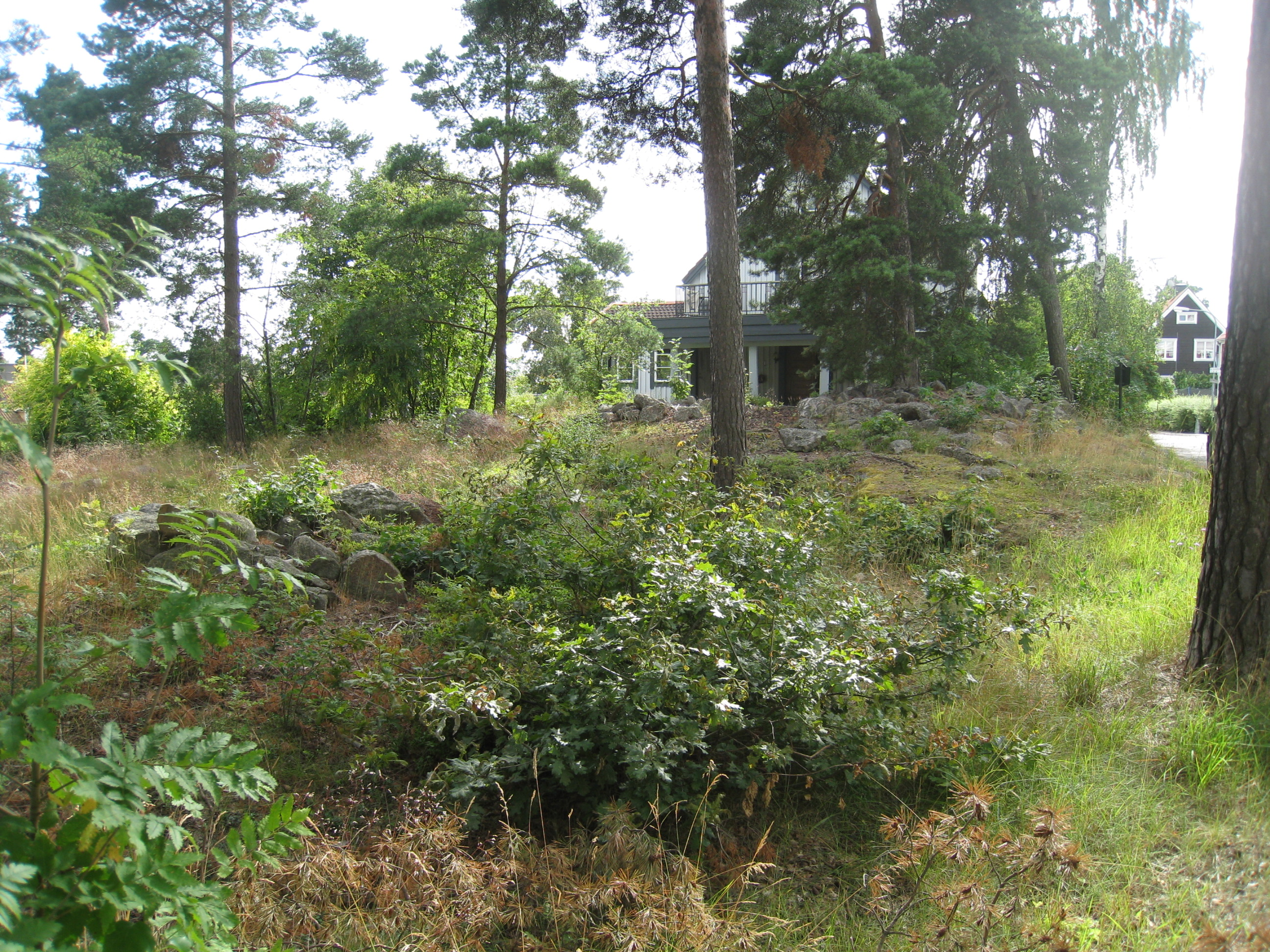
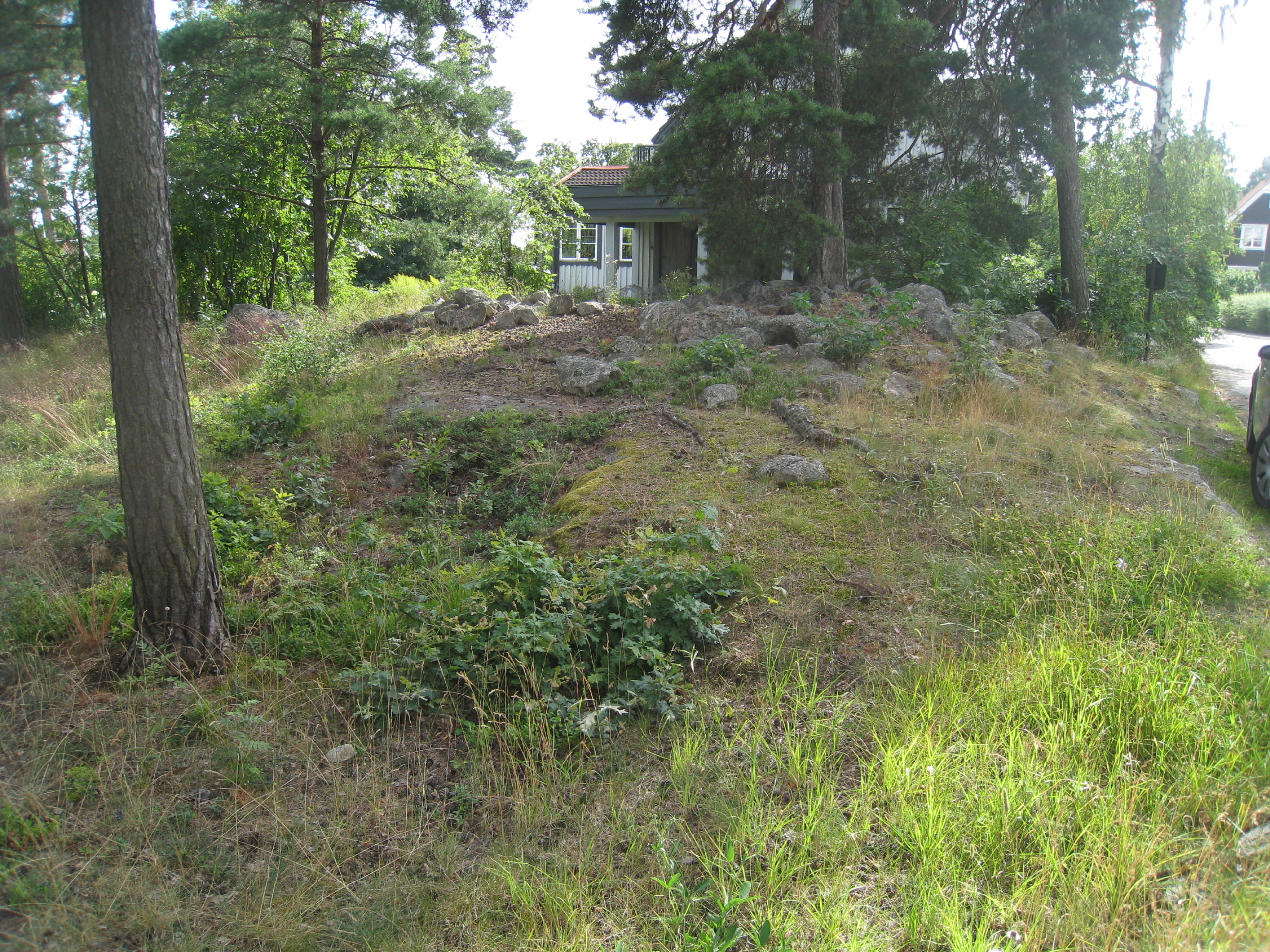
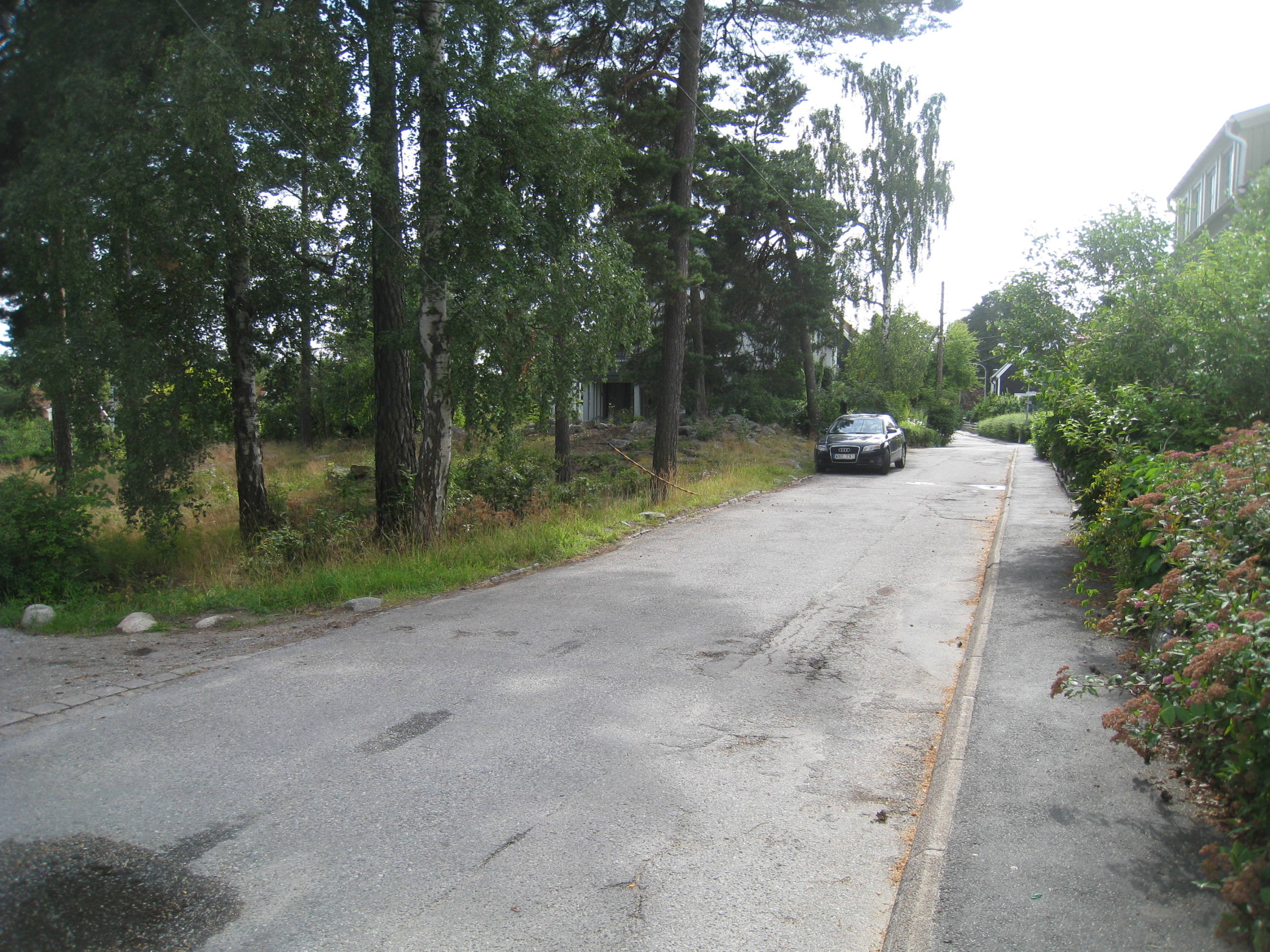

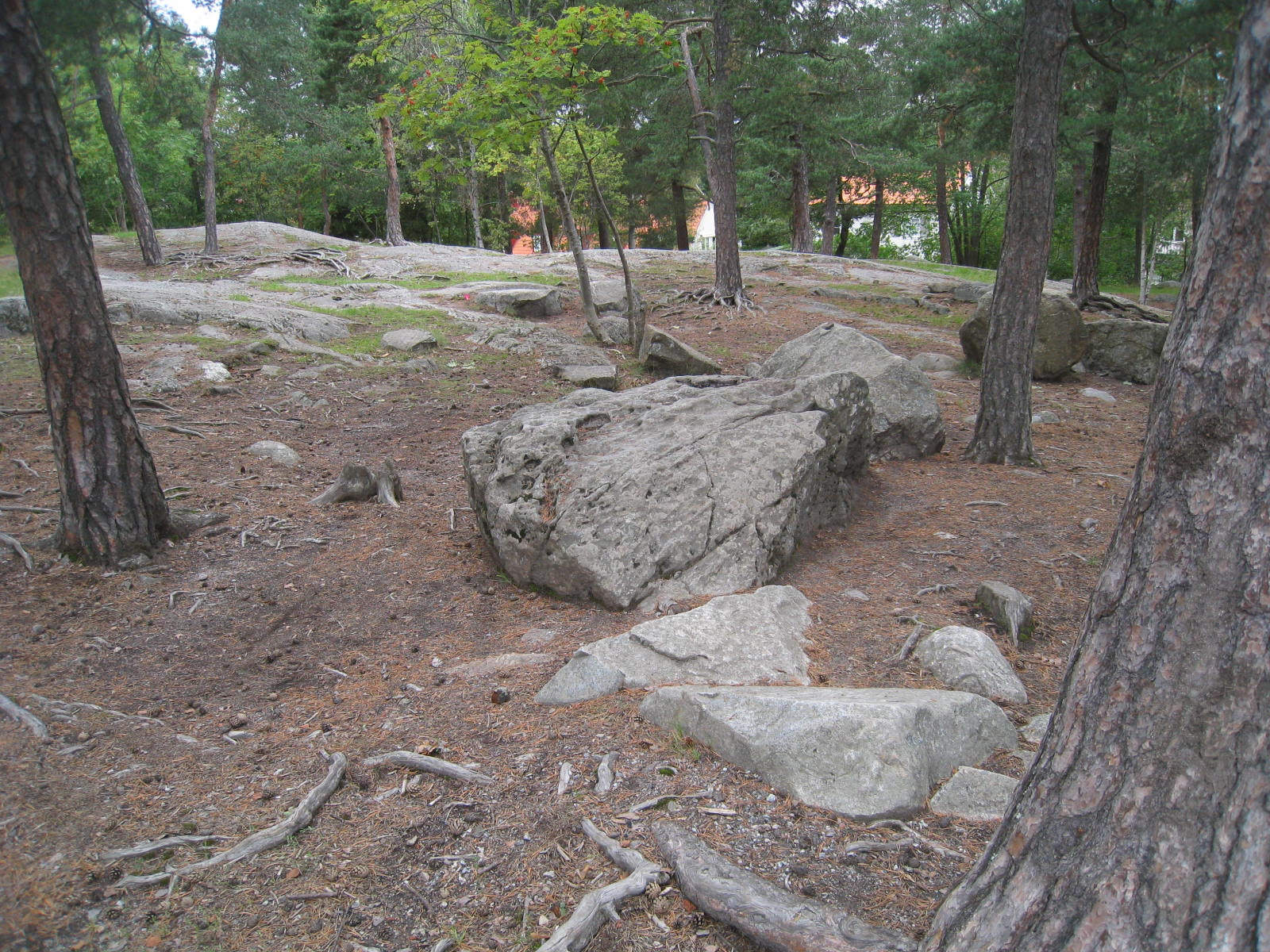
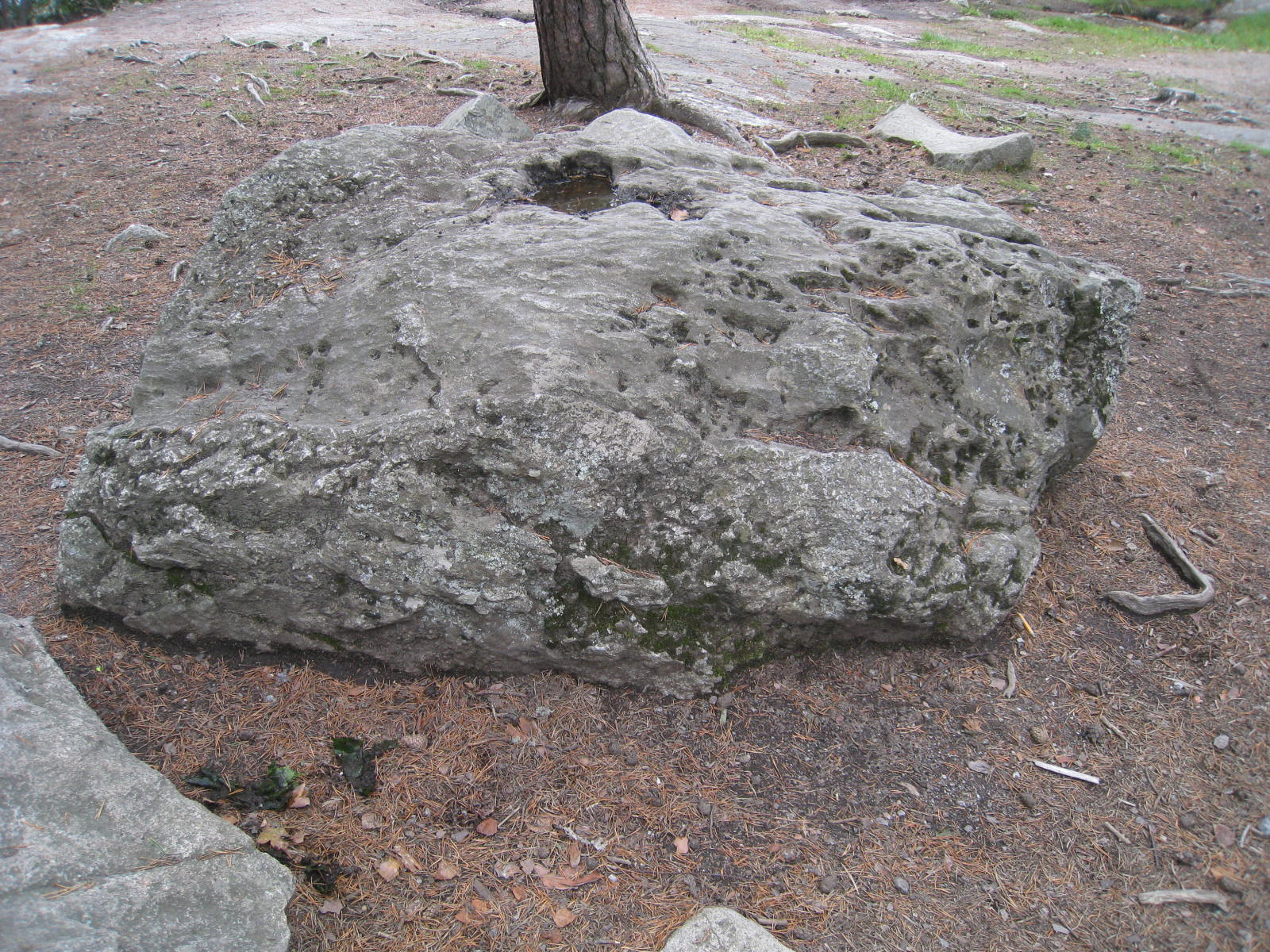
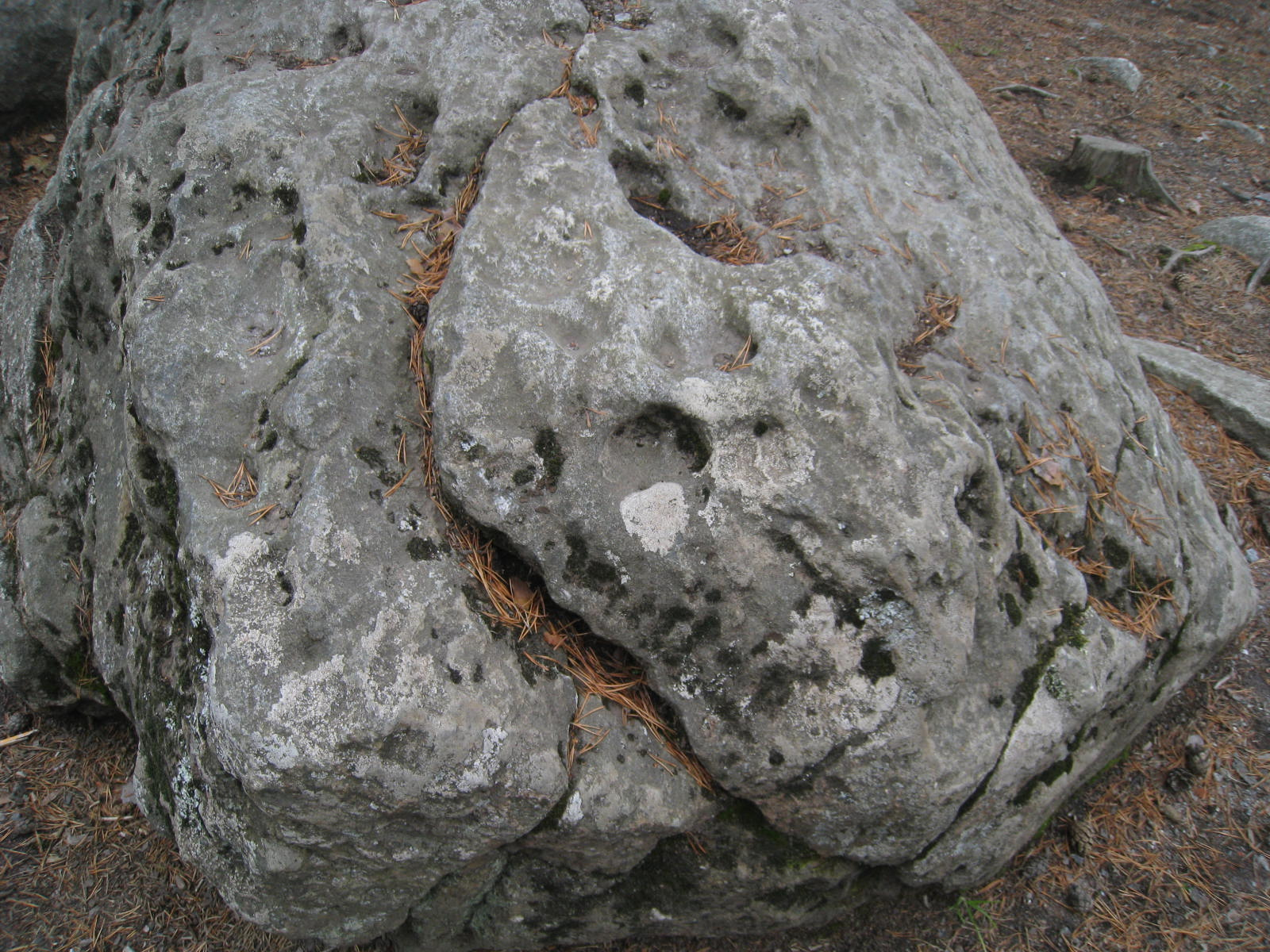

### Borttagna eller ej återfunna fornlämningar
- RAÄ 5. En närmast rund stensättning, 7 m i diameter, osäker, belägen sydväst om Borgberget på Strömkarlsvägen i kvarteret Fågel blå. Den är inte återfunnen vid inventering 1975.
- RAÄ 114. På tomterna nr 8 och nr 9 i kvarteret Lyckans Galoscher på Aladdinsvägen i Smedslätten, där 12:ans spårvägslinje går fram idag, fann man en grav från bronsåldern som består av tre stensättningar, 2-3 m i diameter och med okänd höjd. De tre stensättningarna är utgrävda och borttagna 1922.[5]
- RAÄ 115. På tomt nr 5, kvarteret Lyktgubbarna, närmare där Drömstigen svänger ner mot Aladdinsvägen och snett emot Huldrestigen lite norr (nordöst) om Kämpakumlet i Smedslätten fanns ett röse, 5 m i diameter och 0,4 m högt, från bronsåldern. Det är också utgrävt och borttaget 1922.
- RAÄ 129. Två rösen på tomt nr 26 i kvarteret Snabblöparna (Sunnerdahlsvägen 14) och på andra sidan Sunnerdahlsvägen i kvarteret Reskamraten 1 (Sunnerdahlsvägen 15) i Smedslätten fanns två rösen från bronsåldern. De två rösena var 2,25 - 5 m i diameter och 0,1 - 0,7 m höga. De grävdes och togs bort 1922. En holkyxa av brons påträffades i röset på tomt nr 26 i kvarteret Snabblöparna. Den är från yngre bronsåldern (1100 f.Kr.-500 f.Kr.).[6]

## Brommas fornminnesskyltar
Informationsskyltarna om Brommas fornminnen produceras i samarbete med Bromma hembygdsförening och Stockholms stadsmuseum.